# Porsche Tennis Grand Prix 1997 - Doppio
Il doppio del Porsche Tennis Grand Prix 1997 è stato un torneo di tennis facente parte del WTA Tour 1997.
Nicole Arendt e Jana Novotná erano le detentrici del titolo, ma solo la Novotná ha partecipato in coppia con Lindsay Davenport.
La Davenport e la Novotná hanno perso in finale 7–6, 3–6, 7–6 contro Martina Hingis e Arantxa Sánchez Vicario.

## Teste di serie
1. Lindsay Davenport /  Jana Novotná (finale)
2. Mary Joe Fernández /  Nataša Zvereva (quarti di finale)
3. Martina Hingis /  Arantxa Sánchez Vicario (campionesse)
4. Larisa Neiland /  Helena Suková (primo turno)

## Tabellone

### Legenda
| - Q = Qualificato - WC = Wild card - LL = Lucky loser | - ALT = Alternate - SE = Special Exempt - PR = Protected Ranking | - w/o = Walkover - r = Ritirato - d = Squalificato |